# Adriano Belli
Adriano Belli (Roma, 29 agosto 1877 – Roma, 29 gennaio 1963) è stato un avvocato, musicologo e critico musicale italiano. 
Ha fondato il Teatro lirico sperimentale a Spoleto nel 1947.

## Biografia
Nasce a Roma da madre spoletina, Elisa Benedetti. Figlio unico, rimane orfano di padre a soli cinque anni. Pur continuando a vivere a Roma, madre e figlio frequentano assiduamente Spoleto, soprattutto in estate; qui risiedono i parenti e gli amici più stretti, con i quali Adriano manterrà nel tempo affettuosi rapporti. Sempre a Spoleto inizia gli studi di pianoforte e condivide interessi di carattere musicale, letterario e artistico negli ambienti culturali della borghesia e aristocrazia locale.
Per assecondare il desiderio materno, dopo gli studi classici, si laurea in giurisprudenza all'Università "La Sapienza" di Roma, ma la musica rimane una forte passione, una vocazione: diviene musicologo e critico musicale. 
Nel 1906 scrive su Il Corriere d'Italia diretto da Don Sturzo, poi su L'Avvenire d'Italia e Il Quotidiano.
Sposa nel 1908 Anna Azzocchi Gioacchini, anch'essa amante della musica, diplomata in pianoforte al Conservatorio Santa Cecilia. Avranno quattro figli.
Esercita a Roma la professione di avvocato ricoprendo anche incarichi prestigiosi, come la partecipazione alla Commissione per la redazione del nuovo codice civile e il ruolo di giudice conciliatore. Si occupa di una delle prime cause sul diritto d'autore in difesa dell'amico musicista Lorenzo Perosi.
Attraverso la sua attività di critico musicale entra in contatto con numerosi artisti che diverranno amici e clienti, tanto da essere soprannominato L'avvocato delle voci.
Fra loro compositori come Pietro Mascagni, Giacomo Puccini, Umberto Giordano, Ildebrando Pizzetti, Francesco Cilea e direttori d'orchestra come Arturo Toscanini, Vincenzo Bellezza, Franco Capuana, Vittorio Gui, Gianandrea Gavazzeni, Tullio Serafin.
Tali illustri amicizie gli consentono fin dal 1913 di organizzare numerosi spettacoli lirici, al Teatro Nuovo, al Teatro Caio Melisso e in Piazza Duomo, e di portare a Spoleto Beniamino Gigli, Maria Caniglia, Tito Gobbi e altri artisti di fama internazionale.

### Teatro lirico sperimentale
Appassionato di melodramma, nell'agosto del 1947, in collaborazione con amici spoletini, con il Teatro dell'Opera di Roma e con l'appoggio economico del Governo nella persona del sottosegretario alla Presidenza del Consiglio onorevole Giulio Andreotti, Adriano Belli realizza il suo sogno: un concorso a Spoleto per giovani cantanti, denominato Teatro lirico sperimentale, con cadenza annuale.
Lo scopo è il loro avviamento professionale al teatro di musica e la cura del loro esordio. Ritiene necessario formare nuove leve di cantanti in un momento in cui comincia a delinearsi l'esigenza di un cambio di guardia in un genere che si avverte stanco e poco attraente per i giovani. Il suo carissimo amico Beniamino Gigli ne assume la nomina di Presidente onorario, mentre la direzione artistica viene affidata a Guido Sampaoli.
Adriano Belli ama molto Spoleto e i suoi teatri: l'antico Teatro Caio Melisso e il più recente Teatro Nuovo divengono subito sede della stagione lirica da lui organizzata e promossa.
Si adopera e contribuisce economicamente alla ristrutturazione di entrambi e incarica Pericle Ansaldo della costruzione della fossa orchestrale del Teatro Nuovo, assente fino a quel momento.
La manifestazione si articola in più fasi:
- ricerca a largo raggio di voci nuove (all'inizio solo voci italiane, dal 1953 anche voci statunitensi)
- loro selezione, operata da un'apposita commissione e secondo severissimi criteri tecnici e artistici
- formazione, per mettere gli artisti in condizioni di affrontare un debutto
- scelta delle opere da rappresentare, decise sulla base delle caratteristiche delle voci selezionate
- allestimento, debutto e repliche nei teatri spoletini e spesso anche in altre città umbre

La prima stagione lirica sperimentale apre con il Don Pasquale, La bohème e L'Arlesiana, quest'ultima alla presenza dell'autore Francesco Cilea.
Attraverso il concorso, definito da Vittorio Gui vivaio di voci vergini, Adriano Belli negli anni ha fornito ai grandi teatri lirici numerosi cantanti e artisti, poi divenuti protagonisti della scena lirica internazionale e ha contribuito in modo significativo alla diffusione della musica lirica.
In questa fucina particolare attenzione viene dedicata alla dizione e all'arte scenica, cioè alla capacità del cantante di unire alla sicura vocalità e musicalità, una gestualità teatrale, in armonia con i ritmi e gli accenti della musica; il Teatro lirico sperimentale pertanto svolge anche la funzione di Scuola di arte scenica applicata al canto, disciplina che solo più tardi verrà inserita nei conservatori di musica e nelle scuole private.
Fin dal 1949 Adriano Belli, al primo piano del Teatro Nuovo, conserva e custodisce con cura documenti, cimeli, illustrazioni, quadri, autografi, materiale riguardante prevalentemente la storia del teatro spoletino. La raccolta si arricchisce anno dopo anno fino a diventare un interessante museo della storia del melodramma e del Teatro Nuovo.
Nel 1953 conosce il maestro Giancarlo Menotti, venuto in Italia alla ricerca di una città dove realizzare un festival musicale. Adriano Belli esercita una costante e assidua pressione affinché la scelta possa ricadere su Spoleto, che ha spazi idonei e lunga tradizione musicale. Il maestro nel 1958 sceglierà appunto Spoleto per il suo Festival dei Due Mondi.
Muore a Roma il 29 gennaio 1963 a 85 anni.
All'interno del Teatro lirico sperimentale nel 1999 sorge il Centro studi Belli-Argiris che raccoglie l'archivio personale del suo fondatore, avuto in dono dal figlio Carlo, e il fondo di Spiros Argiris (1948 - 1996), direttore d'orchestra prematuramente scomparso, che contiene volumi di varia tipologia: partiture d'orchestra, molte delle quali con le annotazioni del maestro, spartiti, testi musicali, enciclopedie. L'importante documentazione è stata riordinata e inventariata con la collaborazione della Soprintendenza archivistica dell'Umbria nel 2000 e costituisce un'utile fonte per lo studio della storia del teatro musicale italiano.

## Onorificenze
fonte: